# Miguel Ángel García Sifontes
Miguel Ángel García Sifontes (Caracas, Venezuela, 3 de abril de 1967) es un ex lanzador de relevo zurdo de las Grandes Ligas que jugó para los Angelinos de California (1987) y los Piratas de Pittsburgh (1987-1989).
En dos temporadas, García compiló un récord de 0-2 con 11 ponches y un promedio de carreras limpias de 8.41 en 20⅓ entradas lanzadas.
García fue firmado por los Angelinos de California en 1984 y llegó a las mayores a los 20 años de edad, en 1987, apareciendo en un juego para California al principio de la temporada. Ese septiembre, fue traspasado a los Piratas de Pittsburgh en el intercambio por Johnny Ray. Hizo un puñado de apariciones con los Piratas hasta 1989.
En Venezuela, García debutó en la temporada 1984-1985, cuando tenía sólo 17 años de edad, con los Leones del Caracas. Durante su paso por la Liga Venezolana de Béisbol Profesional, jugó con los Leones desde 1984 hasta 1991; con los Caribes de Oriente en la temporada 1991-1992 y con los Tigres de Aragua hasta 1996. Logró tres títulos de liga, todos con el equipo caraqueño.
Después de sus días como jugador, García fue cazatalentos de los Marlins de Florida de 1997 a 2001. Luego pasó cuatro años como coordinador de cazatalentos latinoamericano de los Medias Rojas de Boston y se unió a los Tigres de Detroit en la misma función, en 2005. A partir de 2013 fue el director de Operaciones Latinoamericanas de los Tigres.
García fue el scout que identificó y firmó para los Florida Marlins, a Miguel Cabrera en 1999 cuando el joven talento tenía 16 años de edad y vivía en La Pedrera, estado Aragua.

## Vida personal
García y su esposa Adrianna tienen dos hijas adultas, Mariangelica y Anacorina.